# Witkruinbuidelmees
De witkruinbuidelmees (Remiz coronatus) is een zangvogel uit de familie van de buidelmezen (Remizidae).

## Verspreiding en leefgebied
Deze soort broedt in zuidelijk centraal Eurazië en overwintert in noordwestelijk India. Er zijn twee ondersoorten:
- R. c. coronatus: van zuidelijk Kazachstan tot noordwestelijk China, noordelijk Afghanistan en oostelijk Turkmenistan.
- R. c. stoliczkae: van oostelijk Kazachstan tot zuidelijk Siberië, centraal Mongolië en noordelijk China.